# Emanuela Stecca

a Compétitions nationales et continentales officielles uniquement.

b Matchs officiels uniquement.
Emanuela Stecca, née le 24 février 1997 à Trévise (Italie), est une joueuse internationale italienne de rugby à XV évoluant au poste de pilier. Elle joue au Villorba Rugby.

## Biographie
Emanuela Stecca naît le 24 février 1997. Elle débute le rugby à XV au Benetton Trévise où elle remporte un titre national des moins de 16 ans.
Elle fait ses débuts internationaux avec l'Italie contre la France lors du Tournoi des Six Nations 2022.[réf. nécessaire]
En 2022, elle joue pour le club du Villorba Rugby. Elle n'a que trois sélections en équipe nationale quand elle est retenue en septembre pour disputer la Coupe du monde en Nouvelle-Zélande.
En 2023, elle est à nouveau appelée pour disputer la première édition du WXV organisée en Afrique du Sud.
Au mois de mai 2024, elle remporte le Championnat d'Italie avec son club face au Valsugana Padoue.

## Palmarès
- Finaliste du Championnat d'Italie en 2022 et 2023.
- Vainqueur du Championnat d'Italie en 2024.